# ゴットフリート・キルヒ

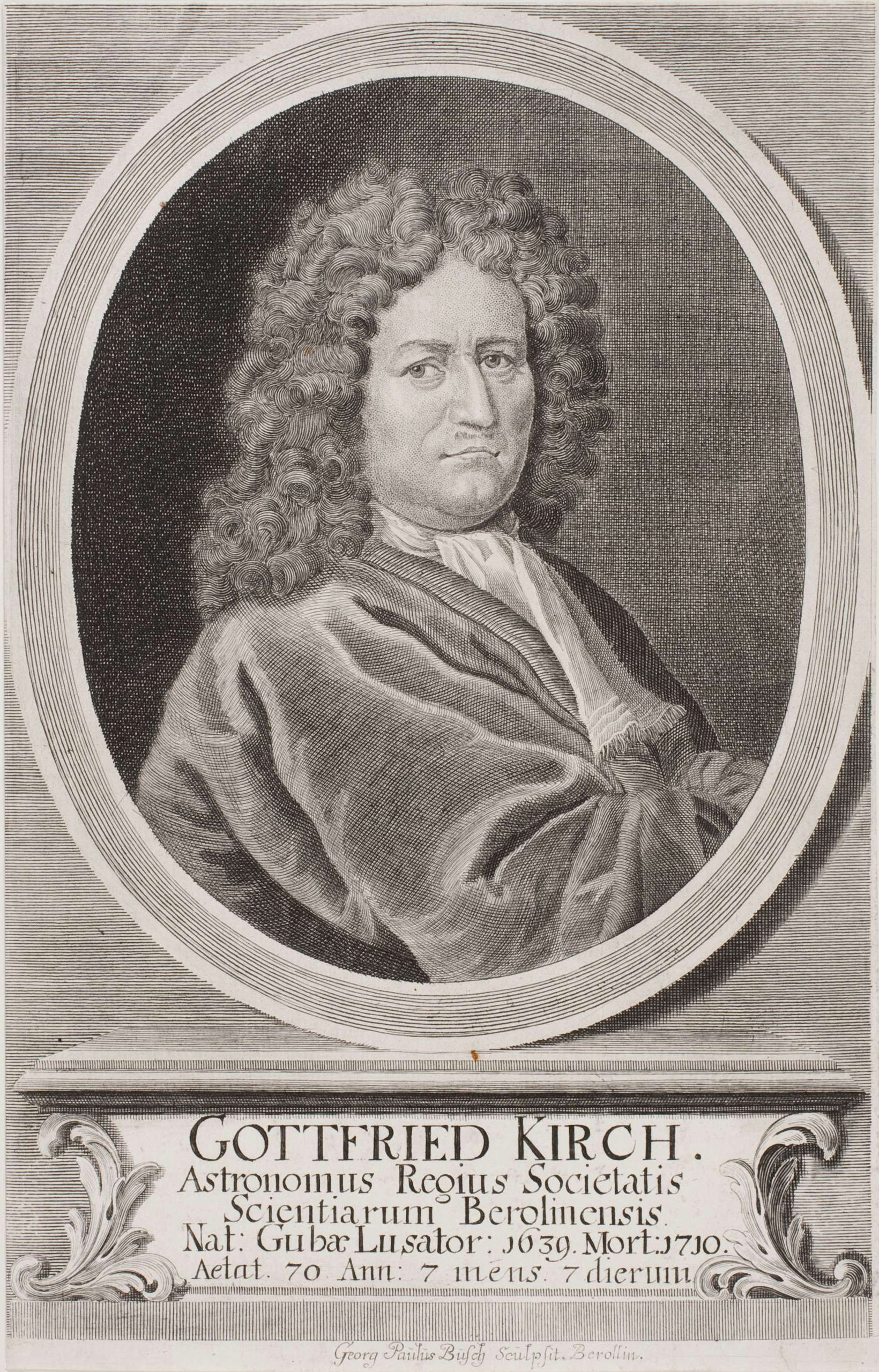
ゴットフリート・キルヒ

ゴットフリート・キルヒ（Gottfried Kirch またはKirche, Kirkius、1639年12月18日- 1710年7月25日）は、ドイツの天文学者。組織的な天文観測を行った先駆者であり、彗星や星団の発見者である。

## 経歴
ザクセン公国のグーベン（Guben、現ブランデンブルク州）の靴屋の息子に生まれた。ザクセンやフランケンの暦発行者で働き、イェーナで天文学を学ぶようになり、ダンツィヒのヨハネス・ヘヴェリウスのもとで学んだ。1667年にキルヒは暦を発行し、望遠鏡や天体観測器具の製作を行った。 1686年ライプツィヒに移り、クリストフ・アルノルトとともに1686年の大彗星を観測した。ライプツィヒでアルノルトのもとで天文学を学んでいた2度目の妻となるマリア・マルガレータ・ヴィンケルマン (1670-1720)と出会った。1688年には新しい星座「ブランデンブルクのおうしゃく座」を作ったが、現在は使われていない。
1700年プロイセンのフリードリヒ1世に招かれ、最初のプロイセン王立科学アカデミーの王室天文学者となった。
おおぐま座の二重星ミザールの観測を行った。1681年にはたて座のM11野鴨星団を発見し、1702年にはへび座の球状星団M5を発見した。1687年には、はくちょう座の変光星（はくちょう座χ星）を発見した。
キルヒの名は、1680年11月14日に発見したキルヒ彗星によって知られている。この彗星は、望遠鏡を使って初めて発見された彗星である。また、1699年の暮れに観測した彗星は、（55P）テンペル・タットル彗星だと20世紀になって同定された。
小惑星（6841）ゴットフリート・キルヒと月のクレーターにキルヒの名が命名された。